# An Rutgers van der Loeff
Annie Maria Margaretha (An) Rutgers van der Loeff-Basenau (Amsterdam, 15 maart 1910 – Laren (Noord-Holland), 19 augustus 1990) was een Nederlands schrijfster. Ze publiceerde ook onder het pseudoniem Rutger Bas.

## Biografie
Anneke Basenau groeide op in Amsterdam en in het Gooi, als oudste dochter van de bacterioloog Jacob Friedrich (ook: Frits Jacob) Basenau en de schrijfster-vertaalster Nora Goemans. Haar ouders hadden een turbulent huwelijk. Ze volgde het Barlaeus Gymnasium en ging klassieke talen studeren aan de Gemeente Universiteit in Amsterdam (tegenwoordig Universiteit van Amsterdam). Na de zelfmoord van haar vader in 1930 gaf ze haar studie echter op om met haar moeder vertaalwerk te gaan doen en les te gaan geven. In 1934 trouwde ze met haar jeugdvriend en studiegenoot Michaël Rutgers van der Loeff, lid van de familie Van der Loeff. Uit dit huwelijk werden twee dochters en twee zonen geboren.
In 1941 debuteerde Rutgers van der Loeff tezamen met haar moeder met het boek Het oude huis en wij, een biografie van haar moeder. Haar doorbraak kwam met De kinderkaravaan, een jeugdboek uit 1949. Een groot succes werd ook Lawines razen (1954), waarvan door de NCRV een meerdelig hoorspel werd uitgezonden. Ze geniet vooral bekendheid als schrijfster van kinder- en jeugdboeken, maar ze heeft ook acht romans voor volwassenen geschreven. Ze schuwde in haar (kinder)boeken beladen onderwerpen niet en streefde er bewust naar haar lezers aan het denken te zetten. Dikwijls trachtte ze verschillen tussen mensen en culturen te overbruggen door misverstanden weg te nemen en begrip te kweken voor anderen.
Het werk van Rutgers van der Loeff kenmerkt zich ook door grondige voorbereiding (vaak ging ze op reis om onderzoek te doen), en ook realisme, betrokkenheid bij de personages, en veelzijdigheid. Ze beperkte zich niet tot één genre, maar schreef zowel historische verhalen, psychologische romans als thrillers. Haar werk werd vertaald in het Afrikaans, Deens, Duits, Engels, Fins, Frans, Indonesisch, Hebreeuws, Italiaans, Noors, Portugees, Servo-Kroatisch, Spaans, en Zweeds. Ook is haar werk vele malen bekroond, onder meer met de Nederlandse Staatsprijs voor kinder- en jeugdliteratuur, de Oostenrijkse Staatsprijs voor jeugdliteratuur en de Duitse Jeugdboekenprijs. In 1976 werd ze benoemd tot Ridder in de Orde van Oranje-Nassau vanwege haar bijdrage aan de Nederlandse jeugdliteratuur.
Op latere leeftijd begon Rutgers van der Loeff met schilderen en tuinieren. Drie jaar na het overlijden van haar man ging ze in 1985 in het Rosa Spier Huis in Laren wonen. Daar overleed ze in 1990, 80 jaar oud.

## Trivia
- Op de Bert en Ernie-cd Kompe Dompe Doeli zit tussen alle boeken die oom Rudolf voor Bert en Ernie meegenomen heeft ook het boek Lawines Razen. Als Bert het vindt zegt hij dolenthousiast: "Oh! Lawines Razen van An Rutgers van der Loeff-Basenau!", maar oom Rudolf zegt: "Nou, misschien zijn jullie daar nog wat te jong voor."